# 史密斯 (印第安納州)
史密斯（英語：Smith）是位於美國印第安納州拉波特縣的一個非建制地區。該地的面積和人口皆未知。